# PS Duchess of Richmond (1910)
Le PS Duchess of Richmond était un navire à passagers construit pour la London and South Western Railway et la London, Brighton and South Coast Railway en 1910.

## Historique
Le navire a été construit par D. and W. Henderson and Company de Glasgow et lancé le 11 juin 1910. Il a été construit pour une coentreprise entre le London and South Western Railway et le London, Brighton and South Coast Railway afin d’assurer le transport de passagers vers l’île de Wight.
Le 25 juin 1911, il entre en collision avec la pinasse du navire de guerre suédois Flygia qui transporte des hommes en permission à terre. La pinasse a été brisée et l’équipage jeté à l’eau, mais tous ont été secourus.
Pendant la Première Guerre mondiale, il a été réquisitionné par l’Amirauté sous le nom de HMS Duchess of Richmond et a servi comme dragueur de mines. Le 28 juin 1919, il heurta une mine et coula dans la mer Égée,.
Son épave a été retrouvée en novembre 2019, exactement 100 ans après son naufrage, par le chasseur d'épaves turc Selcuk Kolay. Elle se trouve à une profondeur de 82 mètres au sud de l’île d’Imbros, dans les approches des Dardanelles. Des plongeurs sont allés l’explorer et la photographier. L’épave est posée debout sur un fond marin limoneux. Sa superstructure en bois, son pont et son grand mât ont disparu. Le pont supérieur s’est effondré. Cependant, les roues à aubes et leurs pales sont presque intactes. La chaudière et la cheminée sont encore visibles. Les avaries constatées à l’arrière ont pu être causées par l’explosion ou par le naufrage,.